# No Mercy 1999
No Mercy 1999 è stata la prima edizione dell'omonimo pay-per-view prodotto dalla World Wrestling Federation. L'evento si è svolto il 17 ottobre 1999 presso la Gund Arena di Cleveland, Ohio.

## Risultati
| # | Risultati | Stipulazioni                                                     | Durata |
| - | --- | ---------------------------------------------------------------- | ------ |
| 1 | The Godfather ha sconfitto Mideon (con Viscera                                                                        | Single match                                                     | 07:30  |
| 2 | The Fabulous Moolah (con Mae Young) ha sconfitto Ivory (c)                                                            | Single match per il WWF Women's Championship                     | 02:50  |
| 3 | The Hollys (Hardcore Holly e Crash Holly) hanno sconfitto The New Age Outlaws (Billy Gunn e Road Dogg) per squalifica | Tag team match                                                   | 10:32  |
| 4 | Chyna ha sconfitto Jeff Jarrett (c) (con Miss Kitty)                                                                  | Good Housekeeping match per il WWF Intercontinental Championship | 08:25  |
| 5 | The Rock ha sconfitto The British Bulldog                                                                             | Single match                                                     | 07:21  |
| 6 | The New Brood (Matt e Jeff Hardy) (con Gangrel) hanno sconfitto Edge e Christian                                      | Ladder match per i servizi manageriali di Terri Runnels          | 16:40  |
| 7 | Val Venis ha sconfitto Mankind                                                                                        | Single match                                                     | 09:18  |
| 8 | X-Pac ha sconfitto Bradshaw, Faarooq e Kane                                                                           | Four Corners Elimination match                                   | 10:15  |
| 9 | Triple H (c) ha sconfitto Steve Austin                                                                                | No Holds Barred match per il WWF Championship                    | 21:55  |